# Löften, Småland
Löften är en sjö i Emmaboda kommun och Lessebo kommun i Småland och ingår i Lyckebyåns huvudavrinningsområde. Sjön är 1,9 meter djup, har en yta på 1,71 kvadratkilometer och befinner sig 127 meter över havet. Vid provfiske har bland annat abborre, björkna, braxen och gädda fångats i sjön.

## Delavrinningsområde
Löften ingår i det delavrinningsområde (627914-147604) som SMHI kallar för Utloppet av Löften. Medelhöjden är 139 meter över havet och ytan är 22,21 kvadratkilometer. Räknas de 4 avrinningsområdena uppströms in blir den ackumulerade arean 84,81 kvadratkilometer. Linneforsån som avvattnar avrinningsområdet har biflödesordning 2, vilket innebär att vattnet flödar genom totalt 2 vattendrag innan det når havet efter 74 kilometer. Avrinningsområdet består mestadels av skog (69 procent). Avrinningsområdet har 1,91 kvadratkilometer vattenytor vilket ger det en sjöprocent på 8,6 procent.

## Fisk
Vid provfiske har följande fisk fångats i sjön:
- Abborre
- Björkna
- Braxen
- Gädda
- Löja
- Mört
- Sarv
- Sutare